# Доситеј II Јерусалимски
Патријарх Доситеј II Нотар (Πατριαρχης Δοσιθεος Β΄ Νοταρας; 31. мај 1641. године, Арахов, Грчка) - 7. фебруара 1707. Константинопољ)  патријарх Светог града Јерусалима и све Палестине у периоду од 1669-1707.

## Биографија
Рођен је 31. маја 1641. године у селу Арахов (сада - Ексокхи (грчки) руски) у Ахаји у породици трговца Николаја Скарпета, који је своје породично стабло водио од цариградског нотара. Патријарх јерусалимски Пајсије, такође родом са Пелопонеза, био је пријатељ Доситејевих родитеља и понудио му је да обезбеди његово школовање у Константинопољу.
Његов учитељ је био филозоф Јован Кариофил, који је, упркос својој привржености неким јеретичким ставовима, формирао многе од водећих грчких теолога свог времена. У Константинопољу је Доситеј савладао латински и италијански, турски и арапски.
Патријарх Пајсије га је узео у своју службу, а млади Доситеј је пратио патријарха као секретар током путовања на Кавказ, а присуствовао је и смрти патријарха на острву Кастелоризо 1660. године.
Пајсијев наследник патријаршијског престола Нектарије је убрзо именовао Доситеја за свог представника у Молдавији, што је био одговоран положај, пошто је Патријаршија тамо поседовала огромна имања, што је доносило готово највећи део прихода Јерусалимској цркви.
Године 1668. уздигнут је у чин митрополита Кесарије палестинске.
Године 1669, када је патријарх Нектарије абдицирао и повукао се, на његово место је изабран Доситеј: 23. јануара 1669. године 27-годишњи Доситеј је ступио на трон Свете јерусалимске цркве.
Као јерусалимски патријарх, значајан део времена живео је у Константинопољу
Све време свог мандата Доситеј је улагао напоре за ширење православне просвете, оснивајући и подржавајући школе и штампарије: 1680. године, о трошку Патријаршије, основао је штампарију у манастиру Четецуи у Молдавији, која је постала водећи центар за штампање књига. у православном свету.
На молбу Патријарха московског Јоакима послао је у Москву учену браћу Лихудов, чијим залагањем је 1685. године створена Словенско-грчко-латинска академија, прва руска високошколска установа.
Заслугама патријарха Доситеја објављен је огроман број патристичких списа и дела каснијих богослова, попут његовог претходника Нектарија. Захваљујући благовременом објављивању, много је спасено од губитка.
Постигавши толико за време свог 39-годишњег мандата поглавара Јерусалимске Цркве, Патријарх Доситеј је преминуо 7. фебруара 1707. године у свом подворју у Константинопољу и сахрањен у манастиру Свете Параскеве (сада храм заједнице румунског говорног подручја у Истанбулу). Године 1715. његови остаци су пренети у Палестину, у манастир Св. Четрдесет мученика Севастијских.

## Богословско стваралаштво и списи
Од његових дела, за његовог живота објављена су три трактата са оповргавањем латинизма – „Томос Каталагис“, „Томос Агапис“ и „Томос Харас“.
Његово главно дело, Историја јерусалимских патријараха, објављено је 1715. године у Букурешту, под уредништвом његовог нећака и наследника Хрисана. Дело је студија целокупног историјског пута Православне Цркве и сврстава патријарха Доситеја међу најистакнутије црквене историчаре.
Осећајући потребу за тачним исказом вере и незадовољан „Православним исповедањем Петра Мохиле“, чијем објављивању је 1699. године написао подужи предговор, током Јерусалимског сабора 1672. обратио се цариградском патријарху Дионисију IV за окружну посланицу која би могла послужити као тачан исказ вере. Патријарх Дионисије је саставио писмо, које је прочитано и усвојено на Помесном сабору у Јерусалиму (Витлејему) 1672. године; касније је објављен у Јашију. Текст поруке, познат као "Консесион оф Доситеј" "Порука патријарха православног света и даље се сматра једним од симболичних текстова православног Црква. „Исповест” тачку по тачку оповргава скандалозну „Исповест” патријарха Кирила Лукариса, објављену у Женеви 1629. године, калвинистичког духа.
У време Доситеја, борба са Латинима за контролу над јерусалимским светињама се поново разбуктала. Стварањем новог тела за управљање пословима Патријаршије – „Савета стараца“ – патријарх је успео да поправи своје материјално стање и отплати дугове, отпочне обнову Витлејемског храма, али је сукоб око Свете земље није почео да јењава.
У руској историографији Доситеј има репутацију присталица Русије, сарадника и саветника руске владе и царева.
У јулу 1669. дао је сагласност на поновни брак цара Алексеја Михајловича са Наталијом Наришкином. Иступио је као доследан присталица измирења цара са осрамоћеним патријархом Никоном, а касније и за његово разрешење – против воље патријарха Јоакима.
Био је саветник изасланика у Цариграду П. А. Толстоја по свим питањима дипломатских односа са Портом; водио је мрежу извора информација московске владе у разним местима Османског царства. Међутим, Москву никада није посетио лично.
До самог краја, и поред убеђивања и притисака московске владе, био је против претпочињавања Кијевске митрополије Московској патријаршији, која је извршена 1685-1686, с обзиром на такво потчињавање супротним канонима и видећи у таквој тежњи московске владе и патријарха „сујету црквењака“, односно патријарха Јоакима, са којим су се после 1686. године његови односи коначно погоршали.
Био је бранилац православља од хетеродоксних и хетеродоксних насртаја и утицаја, борио се против уније у Трансилванији и бринуо се за обнову цркава у Грузији.